# こども自然公園
こども自然公園（こどもしぜんこうえん）は、神奈川県横浜市旭区に所在する都市公園である。別名、大池公園とも呼ばれる。

## 所在地
- 公園事務所所在地：神奈川県横浜市旭区大池町65-1（二俣川駅南口方面から自然公園通り突き当たり、公園北側正面入口・第1駐車場付近）

なお、公園全体は旭区大池町、柏町、万騎が原、戸塚区名瀬町、泉区緑園七丁目に跨る。

## 概要
横浜市が管理する都市公園であり、横浜市旭区最大の面積（約48ha）を持つ。大池と呼ばれる池が公園の中心にあり、この池にちなんで「大池公園」とも呼ばれる。
相鉄線二俣川駅南口から伸びる「自然公園通り」の突き当たりにあり、二俣川駅南口から相鉄バスも利用できる。バス停は「万騎が原大池」または「万騎が原中央」が近い。また、同線の南万騎が原駅からも近距離に位置している。
こども自然公園の南側には戸塚カントリー倶楽部が、南東側には横浜カントリークラブと南本宿市民の森が隣接している。周辺は住宅街であるが、相鉄二俣川駅・緑園都市駅と横須賀線東戸塚駅の中間の位置に広大な緑地帯を形成している。
公園内には、横浜市立野毛山動物園の分園である「万騎が原ちびっこ動物園」やバーベキュー広場のような家族向けの施設が充実している。また、東側の「桜山」と呼ばれる小高い山には1000本もの桜の木があり、春のシーズン期に大勢の花見客が毎年訪れている。さらに公園内はホタルの生息地にもなっており、小学生たちが行う教育水田や青少年野外活動センターなど教育向けの施設も多い。
公園の中央にある大池は約6,600m2の広さがある。古くから二俣川村本宿のため池であったが、江戸時代の中頃に地頭渡辺氏の命により六兵衛親子が現在の大きさに拡張したと伝えられている。池のほとりには「めだかの学校」の歌碑がある。
横浜市旭区の中心的な公園であり、野球場は1990年以来「旭ジャズまつり」の会場としても使用されている。

## 施設
- 大池
- 中池
- 桜山
- 梅林
- とりでの森[注 2]
- ピクニック広場
- ドーナツ広場
- 売店
- バーベキュー広場
- 野球場
- 青少年野外活動センター
- 教育水田
- ホタルの生息地
- 万騎が原ちびっこ動物園（野毛山動物園の分園）
  - コンタクトコーナ
  - 家畜展示コーナ

## 歴史
- 1202年（元久2年）6月 - 畠山重忠と北条時政の軍勢が、この池で炊き出しをしたと伝えられている。
- 1700年頃 - 地頭の渡辺氏の命により、百姓の六兵衛親子が灌漑池として大池を現在の大きさに造成した。
- 1790年（寛政2年）2月 - 大池のほとりにある、弁財天の石祠に建立の日付として刻まれている[注 3]。
- 1968年（昭和43年） - 相模鉄道が寄付した住宅分譲地23.6haと横浜市が買収した隣接地を使い、公園の整備に着手。
- 1972年（昭和47年）6月5日 - 横浜市により「こども自然公園」が開園。
- 1979年（昭和54年） - 横浜市立野毛山動物園の分園として、当公園内に「万騎が原ちびっこ動物園」が開園。
- 1990年（平成2年）8月12日 - こども自然公園野球場で第1回目となる「旭ジャズまつり」開催（翌年以降も継続開催中）。
- 2005年（平成17年）4月 - 「めだかの学校歌碑」が完成。
- 2007年（平成19年）6月25日 - ちびっこ動物園の和牛を市原ぞうの国へ移譲。
- 2008年（平成20年）
  - 1月28日 - ちびっこ動物園のポニー、ヤギ、ヒツジを横浜市立金沢動物園へ移譲。
  - 5月 - とりでの森の新規大型遊具が完成。

### 大池の行事
この池では古くから毎年5月5日になると、村人により弁天様に御神酒上げがされ豊作を祈る行事があった。また、干ばつになると大山の阿夫利（雨降）神社へ村の代表者数人が参拝し、そこで戴いた御神水を池に注ぎ弁天様に雨乞いをしていた。これらの行事は、1958年（昭和33年）頃まで行われていた。

## イベント
- 横浜旭ジャズまつり[3][注 4] - 当公園内の野球場にて、毎年7月下旬か8月前半頃に開催（1990年より継続開催中）[6]。

## 交通アクセス
- 鉄道
  - 相鉄本線「二俣川駅」より徒歩15分程（公園北側正面入口）
  - 相鉄いずみ野線「南万騎が原駅」より徒歩7分程（公園西側入口）
- 道路
  - 保土ヶ谷バイパス「南本宿インターチェンジ」より自動車で5分程（公園北側正面入口）